# Blesovce
Blesovce é um município da Eslováquia, situado no distrito de Topoľčany, na região de Nitra. Tem 5,08 km² de área e sua população em 2018 foi estimada em 339 habitantes.

## Demografia
| Ano:        | 1994 | 2004   | 2014    | 2024   |
| ----------- | ---- | ------ | ------- | ------ |
| Broj ljudi: | 377  | 396    | 345     | 330    |
| Razlika:    |      | +5,03% | -12,87% | -4,34% |

| Ano:               | 2023 | 2024   |
| ------------------ | ---- | ------ |
| Número de pessoas: | 335  | 330    |
| Diferença:         |      | -1,49% |